# بالنگوی شیرازی
بالنگوی شیرازی (نام علمی: Lallemantia royleana) نام یک گونه از سرده بالنگو به شکل گیاه یک‌سالهٔ پوشیده از کرک‌های کوتاه و متراکم است.
صمغ دانه بالنگوی شیرازی می‌تواند به عنوان ترکیبی مناسب برای تهیه پنیرهای کم چرب مورد توجه قرار گیرد؛ استفاده از صمغ دانه بالنگوی شیرازی در پنیر سفید کم چرب بر pH و مقدار اسیدیته پنیر و خواص شارش‌شناختی (رئولوژیک) آن مؤثر بوده و سبب کاهش ویژگی‌هایی نظیر سختی و کشسانی می‌گردد.

## مشخصات
بالنگوی شیرازی گونه‌ای بالنگو است به شکل گیاه یک‌سالهٔ پوشیده از کرک‌های کوتاه و متراکم و ساقهٔ منفرد یا منشعب و با برگ‌های زیرین تخم‌مرغی و برگ‌های زبرین تخم‌مرغی‌ـ گوه‌ای یا تخم‌مرغی‌ـ بیضوی و برگک‌های گوه‌ای‌ـ بادبزنی و دندانه‌ای در حاشیه و دندانه‌های منتهی به خار و جام‌های آبی به طول ۶/۵ تا ۹ میلی‌متر و فندقچهٔ ۲ تا ۳ میلی‌متر و سه‌وجهی به رنگ قهوه‌ای تیره یا سیاه.